# Maytenus muelleri
A espinheira-santa ou cancorosa é uma espécie de arvoreta nativa do Rio Grande do Sul, ocorrendo em todas as formações florestais do estado . As populações desta espécie tendem a diminuir a cada ano devido à extração ilegal de indivíduos de seu hábitat natural para uso medicinal. Após mudança da nomenclatura do gênero, a espécie agora passa a se chamar Monteverdia ilicifolia.